# Sicus
Genre
Synonymes
- Stomoxoides Schaeffer 1766
- Cylindrogaster Lioy 1864

Sicus est un genre d'insectes de l'ordre des diptères et de la famille des Conopidae. Dans cette famille, les imagos sont floricoles et la larve est obligatoirement endoparasite d'autres insectes, en particulier les hymenoptères pollinisateurs et plus précisément les Bourdons ; la femelle agressant violemment sa proie afin de déposer un œuf sur son corps. Son espèce-type est Sicus ferrugineus

## Description

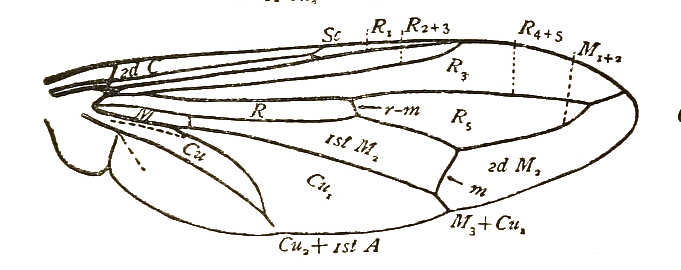
Nervures typique des ailes de Conopidae (genre Conops)

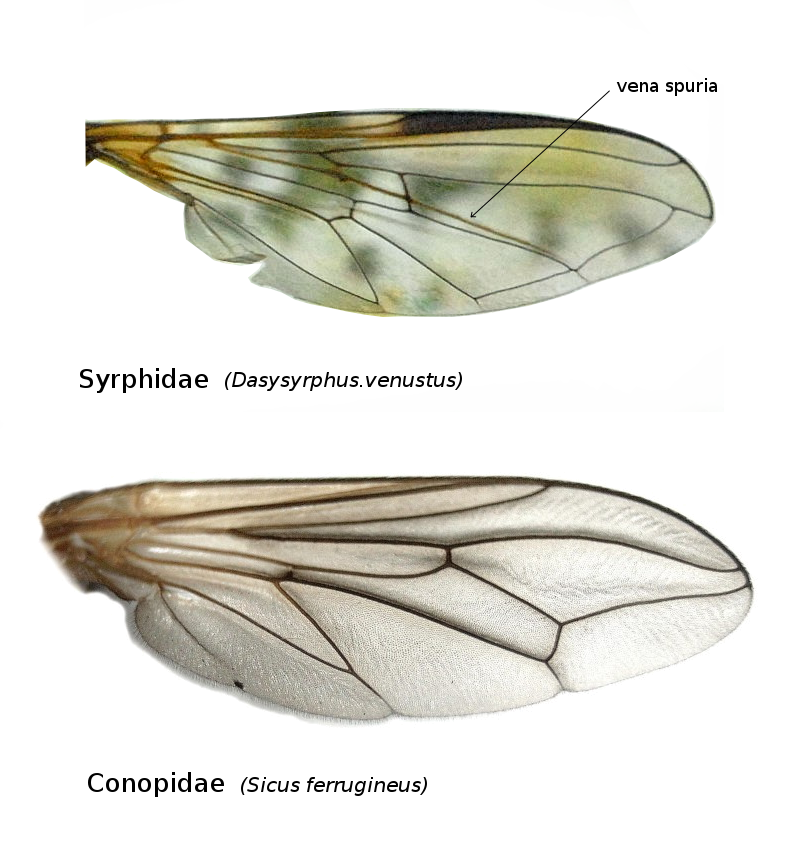
Aile de Sicus dont la famille Conopidae se distingue des Syrphidae par l'absence de vena spuria. Contrairement à la sous-famille Conopinae, les nervures R4+5 et M ne forment pas de pétiole

Le genre Sicus comprend des espèces de Conopidae assez grandes et massives ornées d'une coloration rouge-brun. Elles partagent, avec la sous-famille Myopinae, la présence de poils sur l'ensemble de leur corps. Le front et le clypeus sont généralement d'un jaune orangé uniforme, sans taches visibles. Les antennes sont petites et munies de soies courtes bien visible, le premier segment étant court, le second presque trois fois plus long. De grands yeux occupent une large partie de la tête, de sorte que la partie buccale est réduite de trois fois par rapport au diamètre de l'œil et est munie d'un proboscis assez long et plié deux fois. Le thorax est particulièrement massif et orné de soies noires distinctes. Les ailes sont longues, transparentes, sans taches visibles et jaunâtres à la base. Les pattes sont grandes et munies courts et foncés.
L'abdomen cylindrique est, au repos, régulièrement recourbé, celui des femelles étant plus allongé que celui des mâles. Chez ces derniers, le genitalia est légèrement visible de l'extérieur. Chez la femelle, la présence de theca sur le cinquième tergite est plus ou moins visible suivant les espèces. Il est actuellement impossible de différencier les mâles des différentes espèces européennes car la détermination se base essentiellement sur la morphologie de la theca des femelles.

## Distribution
La totalité des neuf espèces incluses dans ce genre est paléarctique dont deux présentant un fort endémisme des Alpes et du Japon.). Cinq espèces sont présentes en Europe, dont quatre en France,.

## Ensemble des espèces
Selon Jens-Hermann Stuke  :
- Sicus abdominalis, espèce paléarctique, dont l'Europe et la France.
- Sicus alpinus, espèce endémique des Alpes, dont la France.
- Sicus caucasicus, espèce Centre-paléarctique.
- Sicus chvalai, espèce Centre et Est paléarctique.
- Sicus ferrugineus, espèce paléarctique, dont l'Europe et la France.
- Sicus fusenensis, espèce paléarctique, dont l'Europe et la France.
- Sicus nigritarsis, espèce paléarctique, dont l'Europe centrale.
- Sicus nishitapensis, espèce Est-paléarctique.
- Sicus ogumae, espèce endémique du Japon.

L'espèce régulièrement nommée Sicus femoralis est considérée comme synonyme de Myopa fasciata. De même, l'espèce himalayenne Sicus indicus est estimée nomen dubium.

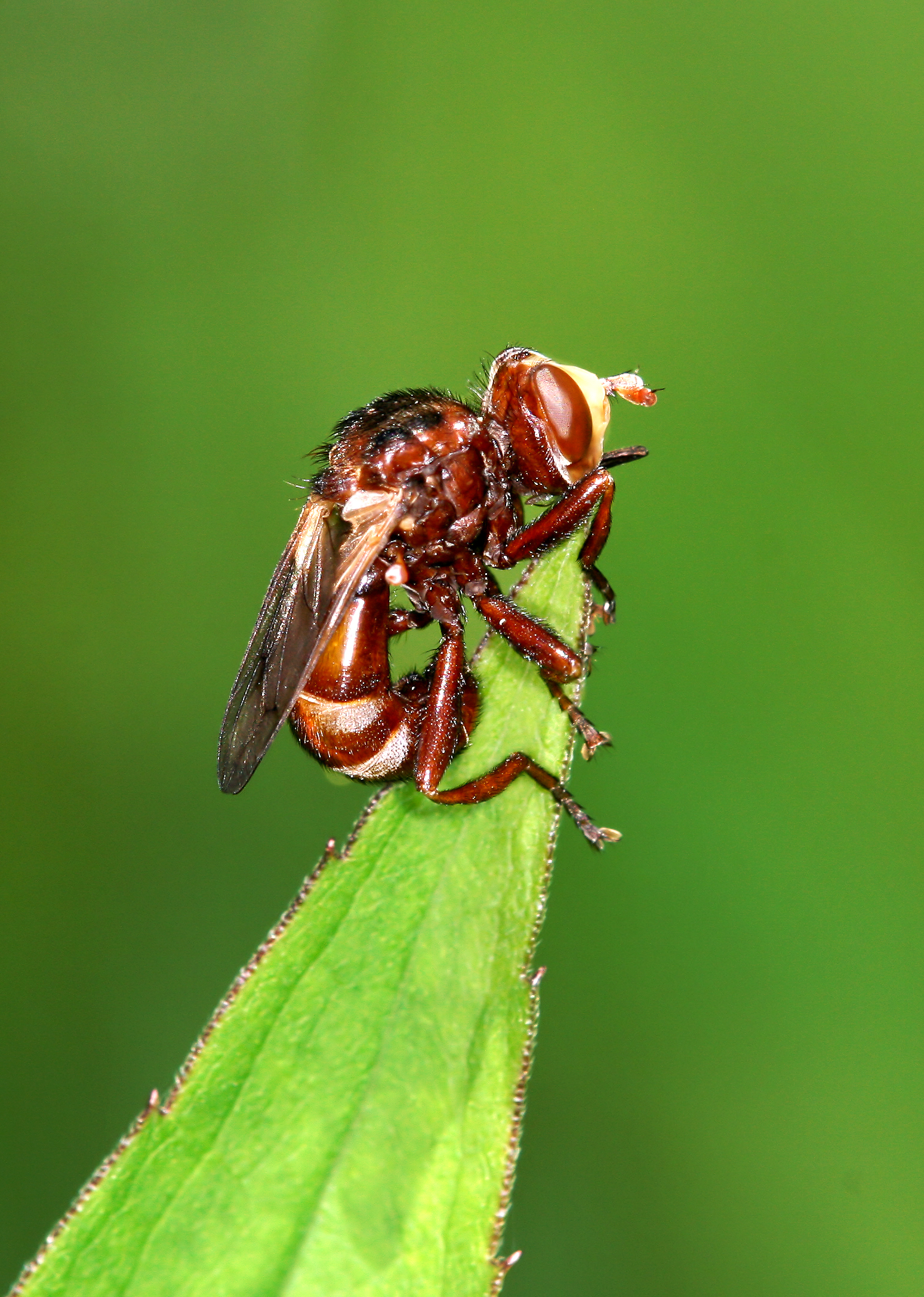
Femelle Sicus ferrugineus
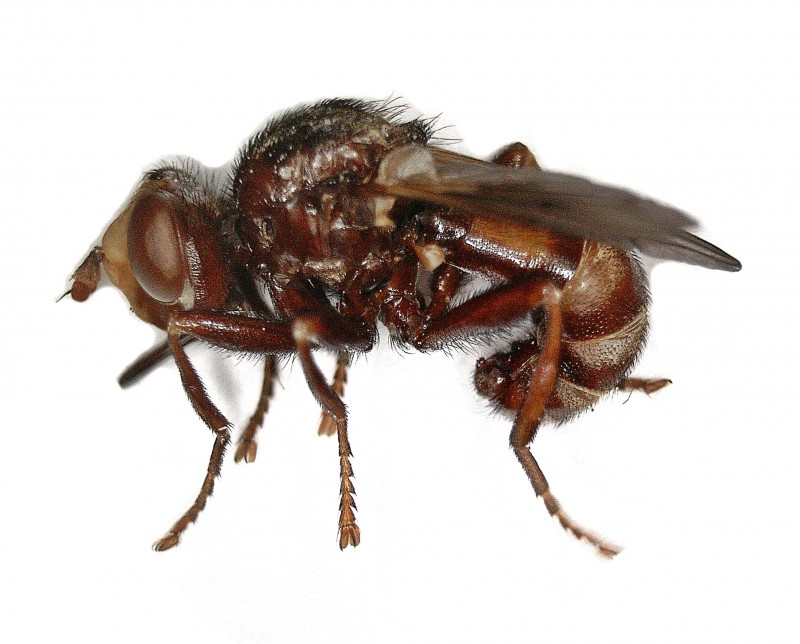
Mâle Sicus
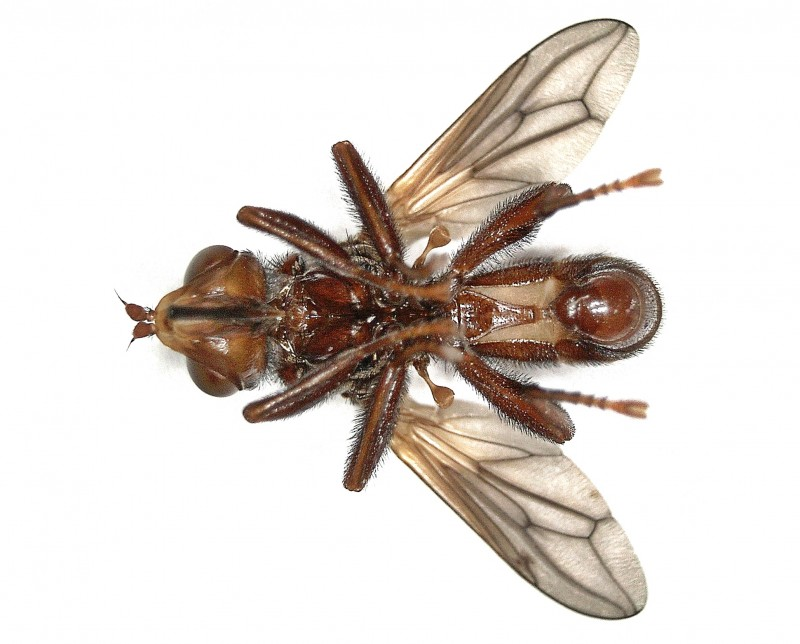
Mâle Sicus
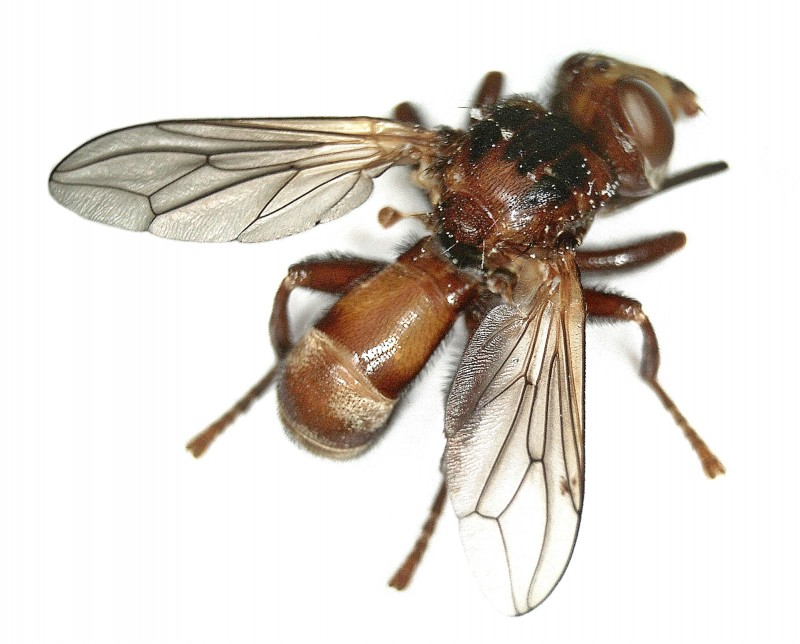
Mâle Sicus

### Clefs de détermination
- (en) Clef de détermination des espèces Ouest-paléarctiques : Stuke J-H. A new species of Sicus from Central Europe (Diptera : Conopidae). Bulletin de la société entomologique suisse, Volume 75, 2002, pages 245-252 (Lire en ligne)
- (en) Clef de détermination des Conopidae britanniques par Mike Hackston, 1er octobre 2016, Pdf
- (nl) Clef de détermination des Conopidae néerlandais : JT Smit, « Veldtabel blaaskopvliegen van Nederland (Diptera: Conopidae) », naturalis.nl, Leiden, EIS-Nederland,‎ 2013 (lire en ligne)
- (en) Clef de détermination des Conopidae du Nord-Ouest de l'Europe : Mark van Veen, Faunist website